# 新畿內亞鱷
新畿內亞鱷（學名：Crocodylus novaeguineae），是一種小型鱷魚，主要分佈於東南亞的新畿內亞、蘇拉群島以及菲律賓一帶。雄性新畿內亞鱷一般比雌鱷大型，可達3.5米長，而雌性也有2.5米長，外型上與暹羅鱷相似。
新畿內亞鱷為夜行性鱷魚，主要棲息於淡水濕地，縱使牠們有忍受鹹水的能力。雖然分佈甚廣，但生存亦因捕獵過度而受到威脅。